# 高瀬駅 (香川県)
高瀬駅（たかせえき）は、香川県三豊市高瀬町新名にある、四国旅客鉄道（JR四国）予讃線の駅。早朝・夜間のみ特急列車が停車する。
駅番号はY16、駅表示パネルのコメントは「茶畑が緑に輝く駅」である。

## 歴史
- 1913年（大正2年）12月20日：上高瀬駅（かみたかせえき）として開業[2]。
- 1959年（昭和34年）
  - 6月：駅舎改築[5][6]。
  - 10月1日：高瀬駅に改称[2]。
- 1969年（昭和44年）10月1日：荷物の配達取扱を廃止[2]。
- 1970年（昭和45年）6月1日：貨物取扱廃止[2]。
- 1985年（昭和60年）3月14日：荷物扱い廃止[2]。
- 1987年（昭和62年）4月1日：国鉄分割民営化により四国旅客鉄道に承継[2]。
- 2024年（令和6年）3月16日：終日無人化[3][4]。
- 2025年（令和7年）3月24日：駅舎建替え工事開始。新駅舎は木造平屋建てで約60平方メートル。待合室やトイレを備えたパブリックスペースや駐輪場も整備する。工期は9ヵ月で、令和7年度末完成予定[7][8]。

## 駅構造
島式ホーム1面2線を有する地上駅。線路の使用方法は1番線が上下本線（制限速度100km/h）、2番線が上下副本線（一線スルー）となっている。 交換列車が無いときは列車種別に関係無く1番線に入線する。ホームから駅舎へ跨線橋が伸びている。また旧貨物ホームが、駐車場として利用されている。無人駅である。2017年6月頃より、駅舎内店舗として洋食を中心とした飲食店が入店して賑わっていたが、手狭でもあったことから、2023年6月に移転のため退店した。トイレ（汲取り式）あり。
2020年3月14日から屋島、栗林公園、琴平など香川県内の観光地アクセス駅にICOCAなどの交通系ICカードが導入されたが、当駅は導入対象外であるためICOCAなどの交通系ICカードは使用出来ない。

### のりば
| のりば | 路線    | 方向 | 行先                             |
| ------ | ------- | ---- | -------------------------------- |
| 1・2   | ■予讃線 | 下り | 観音寺・新居浜・松山・宇和島方面 |
| 1・2   | ■予讃線 | 上り | 多度津・高松・岡山方面           |

## 利用状況
1日平均の乗車人員は以下の通り。
| 乗車人員推移 | 乗車人員推移 | 乗車人員推移 |
| 年度         | 1日平均人数  | 出典         |
| ------------ | ------------ | ------------ |
| 2004年       | 989          | [ 12 ]       |
| 2005年       | 980          | [ 12 ]       |
| 2006年       | 922          | [ 12 ]       |
| 2007年       | 934          | [ 12 ]       |
| 2008年       | 897          | [ 12 ]       |
| 2009年       | 810          | [ 13 ]       |
| 2010年       | 786          | [ 13 ]       |
| 2011年       | 727          | [ 13 ]       |
| 2012年       | 705          | [ 13 ]       |
| 2013年       | 721          | [ 13 ]       |
| 2014年       | 710          | [ 14 ]       |
| 2015年       | 726          | [ 14 ]       |
| 2016年       | 677          | [ 14 ]       |
| 2017年       | 640          | [ 14 ]       |
| 2018年       | 627          | [ 14 ]       |
| 2019年       | 632          | [ 15 ]       |

## 駅周辺
- 香川県道218号財田上高瀬線
- 国道11号
- 香川県道23号詫間琴平線
- 爺神山 - 讃岐七富士の1つ。
- 三豊市役所
- みとよ未来創造館
- みとよ未来図書館
- 香川県立高瀬高等学校
- 四国学院大学香川西高等学校
- 百十四銀行高瀬支店 - 2020年2月23日より三野町支店をブランチインブランチ。
- 香川県信用組合高瀬支店
- 香川県三豊警察署
- 三観広域行政組合北消防署
- マルナカ高瀬店
- 高瀬郵便局
- 西村ジョイ高瀬店
- ケーズデンキ高瀬店
- ザグザグ高瀬店
- 四国学院大学専門学校
- 三豊市立西香川病院
- ヤマダ電機アウトレット三豊店
- 国市池（ため池百選）
- 宗吉瓦窯跡史跡公園
- 全日本麺総合技術研修センター
- 三豊市緑ヶ丘総合運動公園・たかせ天然温泉

### バス路線
- 三豊市コミュニティバス 高瀬線・財田高瀬線・高瀬観音寺線

## その他
- 山形県山形市にある東日本旅客鉄道（JR東日本）仙山線の高瀬駅と同名のため、自動券売機を含む窓口乗車券類には、区別するため「（讃）高瀬」と表示される。
- 三豊市役所の最寄り駅で周辺は行政文教地区を形成している。公立高校の他、四国学院大学香川西高校や関連の専門学校もあり、香川県内や東予を中心に県外からの通学等にも多く利用されている。
- また、さぬきうどん研修施設である讃岐うどん学校の最寄り駅である。カマタマーレ讃岐の練習施設でもある緑ヶ丘運動公園サッカー場への窓口となり、市営バスにより「たかせ天然温泉」で連絡している。
- 旧駅舎の表示パネルは「茶畑が緑に輝く駅」。駅スタンプやエキタグは「高瀬茶の駅」のデザインとなっている。香川県最大の茶の産地として知られ、農林大臣賞をも獲得した希少価値の高い幻の銘茶ともされる高瀬茶は水原秋桜子らも歌を残し、絶賛したというエピソードも残されている。
- 朝夕に停車する特急には三豊市の中・南部から高松・岡山などへの通勤通学用も多く、また愛媛方面へや本市への通勤通学の需要もある。

## 隣の駅
四国旅客鉄道（JR四国）
■予讃線
- 特急「しおかぜ」「いしづち」一部停車駅、特急「モーニングEXP高松」停車駅

■快速「サンポート」・■普通
みの駅 (Y15) - 高瀬駅 (Y16) - 比地大駅 (Y17)